# برج الجلاء
برج الجلاء هو برج يقع في مدينة غزة في دولة فلسطين، ويُعد واحد من أهم وأقدم أبراج المدينة. دمرته الطائرات الحربية الإسرائيلية في 15 مايو 2021 خلال الحرب الإسرائيلية على قطاع غزة 2021.

## البناء
يُعد البرج من أقدم أبراج غزة وأكبرها حيث يبلغ طوله أكثر من 50 مترًا، وهو مكون من 13 طابقًا ويُستخدم كشقق سكنية ومكاتب يستخدمها الأطباء والمحامون وشبكات الأخبار الدولية والعالمية وعدد من الشركات.